# Callitrichia obtusifrons
Callitrichia obtusifrons là một loài nhện trong họ Linyphiidae.
Loài này thuộc chi Callitrichia. Callitrichia obtusifrons được František Miller miêu tả năm 1970.